# Oda Nobunaga
Pour les articles homonymes, voir Oda (homonymie).
Oda Nobunaga est un nom japonais traditionnel ; le nom de famille (ou le nom d'école), Oda, précède donc le prénom (ou le nom d'artiste) Nobunaga.
Oda Nobunaga (織田 信長, né le 23 juin 1534 et mort le 21 juin 1582) était un daimyō important de la période Sengoku de l'histoire du Japon. Fils d'Oda Nobuhide, un seigneur de guerre mineur qui ne possédait que peu de terres dans la province d'Owari, Oda Nobunaga a passé sa vie sur les champs de bataille et a conquis une grande partie du Japon avant sa mort en 1582.

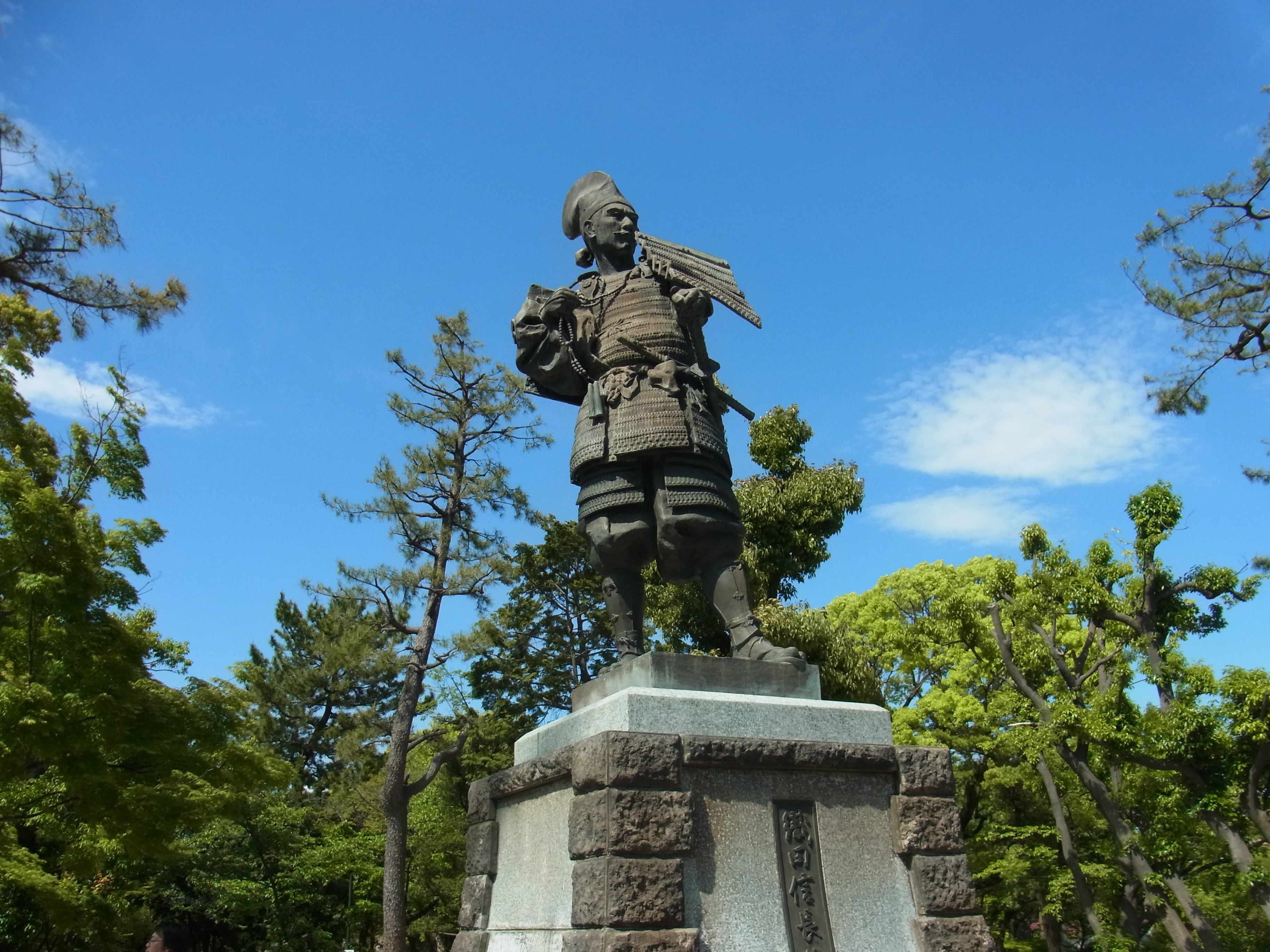
Oda Nobunaga (château de Kiyosu).

Oda est le premier des « Trois unificateurs » du Japon pendant la période Sengoku, les deux autres étant Toyotomi Hideyoshi (son neveu par alliance) et Tokugawa Ieyasu (dont le fils épousa une nièce de Nobunaga).

## Biographie

### La jeunesse de Nobunaga
En 1534 naît Oda Nobunaga, fils du daimyō régional Oda Nobuhide au château de Shobata (les théories anciennes disaient qu'il était né au château de Nagoya, mais des preuves écrites trouvées en 2014 laissent entendre qu'il était né à Shobata, près de la frontière avec Mino, et que Nobuhide le fit déplacer en hâte à Nagoya pour sa sécurité ; par la suite les gens mésinterprétèrent les nouvelles de la naissance de Nobunaga, car elles provenaient du château de Nagoya).
C'est le troisième fils de Nobuhide, cependant c'est le premier qui ne soit pas né d'une concubine et est donc l'héritier du clan Oda et du domaine dans la province d'Owari. Il devient maître du château de Nagoya à un jeune âge (6 ans) et est éduqué sous la tutelle d'un vieux vassal du clan Oda, Hirate Masahide. Ayant été pris comme otage, Nobunaga sera éduqué comme un samouraï par ses mercenaires loin de son frère Nobuyuki. Pendant sa jeunesse, Nobunaga se fait remarquer par son comportement excentrique et son manque de retenue. Entre autres bizarreries, on se rappellera qu'il se rattachait au courant des kabuki-mono, fait très rare chez les gens de son statut social, et dans sa jeunesse il traînait avec les roturiers et les samouraïs de faible rang. Par la suite, il fut le premier Japonais à porter des habits occidentaux. Des gens l'appellent même ouvertement le « grand imbécile d'Owari » (Owari no Utsuke-mono). Ce fut d'ailleurs un choc pour tout le monde lorsqu'il se présenta à son beau-père, Saitō Dōsan, en étant vêtu d'une tenue cérémonielle pour buke de haut rang[pas clair].
Pendant l'année 1546, Nobunaga a 12 ans et la majorité civile, et voit l'année suivante sa première, bien que courte, action militaire dans la province de Mikawa.
Dans une manœuvre politique, Hirate Masahide envoie une proposition au daimyō du clan rival des Oda de la province de Mino, Saitō Dōsan, pour arranger un mariage entre Nobunaga et la fille de Dosan, Nō-hime (aussi appelée Kichō, âgée de 15 ans). Ce mariage forge une alliance entre les deux anciens clans rivaux.

### L'unification de la province d'Owari
En 1551, son père Nobuhide meurt inopinément, et pendant ses funérailles, Nobunaga agit outrageusement en lançant l'encens cérémonial sur l'autel. Cet acte lui aliène beaucoup de vassaux d'Oda, en confirmant leurs préjugés de manque de discipline et médiocrité de Nobunaga ; son frère Nobuyuki, plus poli, a leur préférence.
Honteux du comportement de Nobunaga, Hirate Masahide commet le seppuku. C'est un coup dur pour Nobunaga, qui perd là un mentor et un vassal de valeur. Il construira plus tard le temple Seishuji en l'honneur de Hirate.
Bien que Nobunaga soit reconnu comme le successeur légitime de Nobuhide, le clan Oda est divisé entre de nombreuses factions, et même ainsi, le clan entier est théoriquement sous le contrôle du kanrei d'Owari, Shiba Yoshimune, qui lui-même dépend totalement du shugo (représentant du shogun) : Oda Nobutomo. Nobutomo est capable de défier Nobunaga pour la place de nouveau maître d'Owari, et il assassine Yoshimune lorsqu'il est clair qu'il soutient Nobunaga.
Cependant, Nobunaga parvient à persuader son oncle Oda Nobumitsu (un jeune frère de Nobuhide), de rejoindre son camp et avec cette aide Nobunaga fait massacrer Nobutomo au château de Kiyosu, qui plus tard devient la résidence de Nobunaga pendant plus de dix ans.
Avec la mort de Shiba Yoshimune, c'est son fils Shiba Yoshikane qui devient kanrei légitime de la province. Nobunaga exploite cette position en forgeant une alliance avec les clans Imagawa de la province de Suruga et Kira de la province de Mikawa, étant donné que les deux clans étaient aussi kanrei et n'avaient aucune excuse pour refuser. Grâce à cela, Nobunaga était sûr que les Imagawa arrêteraient d'attaquer les frontières d'Owari.
Nobunaga reste en position précaire au sein de son propre clan, il doit toujours compter sur son frère Nobuyuki et ses partisans toujours nombreux. Malgré cela, il dirige une armée sur la province de Mino pour aider son beau-père, Saitō Dōsan, dont le fils Saitō Yoshitatsu s'est révolté. La campagne est cependant un échec, car Dōsan est tué et Yoshitatsu devient le nouveau maître de Mino en 1556.
Quelques mois plus tard, avec le soutien de Shibata Katsuie et Hayashi Hidesada, Nobuyuki se rebelle contre Nobunaga. Ils sont défaits pendant la bataille d'Inō. Les trois reçoivent le pardon grâce à l'intervention de la mère de Nobunaga et Nobuyuki. Cependant, l'année suivante, Nobuyuki a de nouveau l'intention de se rebeller. Informé par Shibata Katsuie, Nobunaga feint la maladie pour attirer son frère dans un piège et assassine alors ce dernier au château de Kiyosu.
En 1559, Nobunaga a éliminé toute opposition aussi bien au sein du clan que dans la province d'Owari. Shiba Yoshikane lui sert toujours de paravent pour maintenir la paix avec les autres daimyōs (les clans Kira et Imagawa). Mais Shiba Yoshikane ne peut se contenter de cette position de marionnette, il souhaite rétablir la place du clan Shiba et correspond secrètement avec ses alliés pour se débarrasser de Nobunaga. C'est Nobunaga qui frappe Yoshikane le premier, et les alliances conclues au nom du clan Shiba deviennent ainsi caduques.

### La bataille d'Okehazama
En 1560, Imagawa Yoshimoto rassemble une armée de 30 000 à 40 000 hommes et commence à marcher sur Kyoto, avec pour excuse d'aider le frêle shogunat Ashikaga. Le clan Matsudaira de Mikawa doit également rejoindre les forces de Yoshimoto.
En comparaison, le clan Oda peut à peine rassembler une armée de 3 000 guerriers, et les forces doivent aussi être réparties pour défendre différents forts à la frontière. Dès le lendemain à l'aube, Nobunaga jouait sa pièce de nô favorite Atsumori, afin de se préparer à la bataille et à sa propre destruction, les chances étant minces et faible l'esprit de corps. Nobunaga s'arrêta en chemin au Atsuta-jingū (sanctuaire shinto) afin d'effectuer une prière. Il est dit aussi qu'il aurait apporté la bonne fortune en jetant en l'air des pièces qui seraient toutes tombées du côté face. Mais rien historiquement n'étaye ces faits.
Profitant d'un orage soudain, Nobunaga lance l'assaut sur la base arrière de Yoshimoto et le tue, ce qui résulte en une victoire stupéfiant le pays entier. Cette bataille, appelée bataille d'Okehazama, donne au nom de Nobunaga une notoriété nationale.
S'affaiblissant rapidement, le clan Imagawa n'exerce plus aucun contrôle sur le clan Matsudaira. En 1561, une alliance est forgée entre Oda Nobunaga et Matsudaira Motoyasu (qui sera plus tard renommé Tokugawa Ieyasu), malgré les décennies de lutte entre les deux clans.

### Tenka fubu
En 1561, à Mino, Yoshitatsu (qui avait tenu Nobunaga en échec en 1556) meurt soudainement de maladie, et son fils Saitō Tatsuoki lui succède. Tatsuoki, cependant, est jeune et moins bon dirigeant et stratège que son père et son grand-père. Tirant profit de cette situation, Nobunaga déplace sa base au château de Komakiyama et commence sa campagne à Mino.
Nobunaga s'attache pendant plusieurs années à convaincre les vassaux de Saito d'abandonner leur maître, affaiblit significativement le clan Saitō, puis lance l'assaut final en 1567. Nobunaga fait le siège du château d'Inabayama, s'en empare et envoie Saitō Tatsuoki en exil.
Dès lors, Nobunaga s'installe à Inabayama, et renomme son nouveau château ainsi que la ville en Gifu, d'après le légendaire mont Gi en Chine (Qí en mandarin), sur lequel la dynastie Zhou a démarré, révélant ainsi ses ambitions de conquête à tout le Japon. Il commence aussi à utiliser un nouveau sceau qui se lit Tenka fubu (天下布武, littéralement « Couvre ce qui est sous le ciel avec l'épée »).
En 1564, Nobunaga marie sa sœur Oichi no Kata à Azai Nagamasa, un daimyō du nord de la province d'Ōmi. Cela lui ouvrira plus tard la route vers Kyoto.
En 1568, Ashikaga Yoshiaki vient à Gifu, Yoshiaki était le frère du 13e shogun Ashikaga, Yoshiteru, qui avait été assassiné et remplacé par Ashikaga Yoshihide, pantin entre les mains des assassins de Yoshiteru, à savoir le clan Miyoshi. Yoshiaki veut devenir shogun et demande à Nobunaga de l'aider, en lançant une action militaire contre Kyoto. Nobunaga accède à la requête de Yoshiaki, saisissant l'occasion d'entrer dans Kyoto.
Cependant, la route de Kyoto est fermée par le clan Rokkaku, qui tient le sud de la province d'Omi. Dirigé par Rokkaku Yoshikata, le clan Rokkaku refuse de reconnaître Yoshiaki en tant que shogun et est prêt à la guerre. Nobunaga lance une attaque rapide et expulse le clan Rokkaku de ses châteaux : en à peine 21 jours, il prendra les 18 châteaux le séparant de la capitale.
En peu de temps, Nobunaga rejoint Kyoto et expulse le clan Miyoshi hors de la ville. Yoshiaki devient le 15e (et dernier) shogun Ashikaga.
Yoshiaki a choisi le plus dangereux des assistants : Nobunaga refuse le poste de kanrei et rogne progressivement les pouvoirs du shogun, montrant clairement qu'il a l'intention de se servir de lui comme d'un pantin (comme il l'a déjà fait avec Shiba Yoshikane) pour justifier ses conquêtes futures. Yoshiaki ne se satisfait pas de cette situation et correspond secrètement avec divers daimyōs, forgeant une alliance anti-Nobunaga (信長包囲網).
Le clan Asakura, en particulier, était irrité de la montée en pouvoir du clan Oda. Historiquement, celui-ci était vassal du clan Asakura. Asakura Yoshikage avait temporairement protégé Ashikaga Yoshiaki mais n'était pas disposé à marcher sur Kyoto, ce pourquoi Yoshiaki s'était adressé à Nobunaga.
Nobunaga prend l'initiative d'attaquer le clan Asakura. Cela force Azai Nagamasa (mari de Oichi, sœur d'Oda) à choisir entre son alliance toute nouvelle avec Oda et l'alliance Azai-Asakura qui durait depuis des générations. Plus ou moins contraint par son père, il choisit le camp Asakura ; Nobunaga et son armée se retrouvent ainsi encerclés. Seule la résistance puis la fuite du futur Toyotomi Hideyoshi aidé de Tokugawa Ieyasu le sauvera. Puis, avec l'aide des rebelles Ikkō-ikki, l'alliance anti-Nobunaga attaque avec toutes ses forces, causant de lourdes pertes au clan Oda au cours d'une campagne de plusieurs années.
Nobunaga et Tokugawa Ieyasu défont les forces combinées des clans Asakura et Azai à la bataille d'Anegawa, mais cela ne suffit pas. Année après année, Nobunaga consolide sa position et l'emporte sur ses ennemis, avec des méthodes sans pitié.
En 1571, fatigué des moines guerriers Tendai qui se cachaient dans l'Enryaku-ji sur le mont Hiei, un fort symbole culturel, Nobunaga attaque le monastère et le détruit en 1571, tuant au passage de nombreux civils.
À Nagashima, la résistance Ikkō inflige à Nobunaga de nombreuses pertes, dont deux de ses frères. Finalement, Nobunaga encercle le complexe ennemi et l'incendie, tuant à nouveau des dizaines de milliers de civils, principalement des femmes et des enfants. Il y gagne son surnom, le « Roi démon ».
À l'apogée de l'alliance anti-Nobunaga, Takeda Shingen est convaincu qu'il doit se lever contre le clan Oda. Tokugawa Ieyasu étant vaincu à la bataille de Mikata-Ga-Hara en 1572, Nobunaga doit lui envoyer des secours, la lutte ne semble pas pouvoir prendre fin.
Malade, Takeda Shingen se retire provisoirement, mais périt en mai 1573 frappé par une balle d'un tireur embusqué, après la levée du siège de Hamamatsu.
Nobunaga peut maintenant se concentrer sur Yoshiaki, qui lui a plusieurs fois déclaré son hostilité, malgré l'interposition de la cour impériale. Nobunaga vainc la faible armée de Yoshiaki et l'envoie en exil, mettant fin au shogunat Ashikaga dans la même année.
Toujours la même année, Nobunaga réussit à détruire les clans Asakura et Azai, et Azai Nagamasa renvoie Oichi à Nobunaga et se suicide. Avec la destruction de Nagashima en 1574, la seule menace qui pèse encore sur Nobunaga est le clan Takeda, maintenant dirigé par Takeda Katsuyori.
À la bataille décisive de Nagashino, les forces combinées de Nobunaga et d'Ieyasu l'emportent sur le clan Takeda grâce à l'utilisation stratégique d'arquebuses. Nobunaga continue son expansion, envoyant Shibata Katsuie et Maeda Toshiie au nord et Akechi Mitsuhide dans la province de Tamba.
Le siège d'Ishiyama Hongan-ji à Osaka par le clan Oda progresse lentement, mais le clan Mōri de la région Chūgoku commence à envoyer par la mer des ressources au complexe solidement fortifié, brisant le blocus maritime.
En 1577, un lieutenant de Nobunaga, Hashiba Hideyoshi (futur Toyotomi Hideyoshi) reçoit l'ordre de s'étendre vers l'ouest pour affronter le clan Mori.
En 1578, la construction du château d'Azuchi, dans la province Omi est terminée. C'est un château impressionnant et décoré de manière extravagante qui a choqué aussi bien les missionnaires européens que les courtisans ordinaires.
Cependant, la même année, Uesugi Kenshin, dont on dit qu'il est le seul commandant militaire à avoir eu le dessus sur Takeda Shingen, commence à son tour à marcher sur le domaine d'Oda. Il défait l'armée d'Oda, ne se retire qu'à l'hiver pour réattaquer au printemps suivant mais meurt d'un cancer de l'estomac (certains affirment qu'il aurait été assassiné). À l'annonce de sa mort, Oda Nobunaga déclare : « Désormais le Japon est mien. » On mesure à ces paroles la puissance de Uesugi Kenshin à l'époque, bien qu'il n'ait infligé que des pertes mineures aux Oda.
Nobunaga oblige l'Ishiyama Hongan-ji à se rendre en 1580 et détruit le clan Takeda durant la bataille de Tenmokuzan en 1582. L'administration de Nobunaga est alors au sommet de sa force, et c'est à ce moment qu'il commence à envoyer ses généraux de manière agressive dans toutes les directions pour continuer son expansion militaire.

### La fin de Nobunaga
En 1582, Hashiba Hideyoshi envahit la province de Bitchū et met le siège devant le château de Takamatsu du clan Mori. Ce château était stratégique, les Mori ne pouvaient se permettre sa perte, aussi Terumoto Mori mène une armée de secours, et les deux camps arrivent à un statu quo.
Hashiba demande des renforts à Oda Nobunaga. Nobunaga donne alors différents ordres (il ordonne à Niwa Nagahide de se préparer pour une invasion du Shikoku et à Akechi Mitsuhide d'assister Hashiba Hideyoshi) et se met en route pour la région de Chūgoku. Nobunaga fait une halte au Honnō-ji, un temple de Kyōto ; il est alors au milieu de ses terres fermement contrôlées, son cortège se limite à quelques douzaines de serviteurs et gardes du corps.
Akechi Mitsuhide attaque soudainement le Honnoji dans un coup d'État. Ses forces attaquent au même moment le château de Nijō, et Oda Nobunaga se fait seppuku.
On a souvent dit que Hashiba n'avait en fait aucun besoin de renforts, mais qu'il en a quand même demandé à Nobunaga pour diverses raisons. Ceux qui le pensent fidèle à Nobunaga avancent qu'il voulait éviter d'ajouter une nouvelle victoire à son compte, et qu'il préférait en laisser le mérite à Nobunaga lui-même : en effet, Hashiba avait fait une progression fulgurante du statut de simple fantassin à celui de général en chef sous les ordres directs de Nobunaga, au grand dam de certains des généraux qui étaient devenus ses subordonnés ; il pouvait alors être raisonnable de faire preuve d'humilité. D'autres soupçonnent que Hashiba ou ses vassaux voulaient en fait mettre Nobunaga dans une position vulnérable sur le front, où il aurait facilement pu être assassiné. Une autre thèse fait de Hashiba la tête pensante derrière la trahison de Akechi Mitsuhide, qu'il éliminera ensuite rapidement.

## Politique
Militairement, le rêve révolutionnaire d'Oda n'a pas seulement changé la façon dont on faisait la guerre au Japon, mais en fit l'une des forces armées les plus modernes de l'époque. Il développe, met en place et étend l'utilisation des longues lances, des armes à feu, des tekkōsen (« navire protégé par du fer », sorte d'ancêtre des cuirassés modernes) et des fortifications de châteaux adaptées aux grandes batailles qui parsèment cette période. Oda institutionnalise aussi un système de classe guerrière spécialisée et nomme ses sujets et vassaux en se fondant sur leur compétence, et non pas seulement sur le nom, le rang, ou les relations familiales comme dans les périodes précédentes. Les terres données aux vassaux sont aussi maintenant données selon leur production de riz (nombre de koku) et non sur leur taille. En particulier, le système organisationnel de Oda sera plus tard utilisé et extensivement développé par son allié Tokugawa Ieyasu pour la formation du shogunat Tokugawa à Edo.
La domination et la brillance d'Oda n'étaient pas limitées au champ de bataille, il était aussi un homme d'affaires avisé et comprenait les principes de microéconomie et macroéconomie. Il conduit une transition d'une économie agricole à une économie industrielle et tertiaire. En premier lieu, il fait construire des villes-châteaux dont il fait le centre et la base de l'économie locale. Des routes sont également créées dans ses domaines entre les villes-châteaux, non seulement pour faciliter le commerce, mais également pour déplacer rapidement ses armées sur de grandes distances. Le commerce international a également augmenté en direction de la Chine et de la péninsule coréenne, alors que les Namban (barbares du Sud, c'est-à-dire les Européens) débutent les opérations commerciales avec le Japon depuis l'Europe, les Philippines, le Siam et l'Indonésie.
Oda institutionnalise aussi les politiques rakuichi rakuza comme moyens de stimuler les affaires et l'économie générale. Ces politiques abolissent et prohibent les monopoles et ouvrent des associations, syndicats et za (guildes) autrefois fermés et privilégiés, qu'il voit comme autant d'entraves au commerce. Il développe aussi des exemptions de taxes et établit des lois qui régularisent et facilitent l'emprunt.
Comme Oda conquiert le Japon de la période Sengoku et amasse une grande quantité de biens, il soutient progressivement les arts pour lesquels il a toujours eu de l'intérêt, mais qu'il utilise plus tard et de plus en plus pour démontrer son pouvoir et son prestige. Il aménage de grands jardins et construit des châteaux qui sont eux-mêmes des œuvres d'art. Le château d'Azuchi, sur les rives du lac Biwa, est censé être le plus merveilleux château de l'histoire du Japon, couvert d'or et de statues à l'extérieur et décoré de panneaux verticaux, de portes coulissantes, de murs et de plafonds peints par Kanō Eitoku à l'intérieur. Oda a laissé au Japon l'image d'un des hommes les plus brutaux de la période Sengoku. Pendant ce temps, les sujets d'Oda et le maître du thé Sen no Rikyū établissent la cérémonie japonaise du thé qu'Oda popularise et utilise au début comme moyen de parler politique et affaires. Le kabuki moderne fait ses débuts, puis se développe complètement pendant le début de l'époque d'Edo. Oda est également le patron des plus grands joueurs de go de son époque ; une configuration apparue dans une célèbre partie jouée la veille de sa mort est d'ailleurs réputée porter malheur depuis lors. De plus, Oda est très intéressé par la culture européenne, ce qui était très novateur au Japon. Il collectionne des œuvres d'art occidentales, mais également des armes et armures. Il est l'un des premiers Japonais à avoir porté des vêtements européens dont on ait gardé la trace. Il devient aussi le patron des missionnaires jésuites au Japon, bien qu'il ne se convertisse pas au christianisme.

## Oda Nobunaga dans la fiction
Oda Nobunaga est largement utilisé comme référence dans des fictions. Réputé amateur d'art, Nobunaga est souvent montré dansant et chantant la pièce de théâtre nō Atsumori, un shura mono de Zeamidabutsu Motokiyo, inspiré de la mort de Taira no Atsumori, jeune samouraï de la guerre de Genpei.
De façon générale, Nobunaga est tantôt décrit comme un méchant, avec un pouvoir d'origine monstrueuse, tantôt comme un génie flamboyant et incompris de ses contemporains
Il apparaît dans des jeux vidéo comme Assassin's Creed Shadow, Onimusha, Nioh (les 2 opus) ou Sengoku Rance, ainsi que dans des mangas et des anime comme Tsuki no Shippo, Gintama, Flame of Recca, Samurai Deeper Kyo, Drifters, Le Chef de Nobunaga ou Inu-Yasha, Hunter × Hunter, Hikaru no Go, Nobunaga no shinobi, Inazuma Eleven GO, ou encore dans Nobunagun. Dans d'autres séries de jeux vidéo comme Kessen, Samurai Warriors, Nobunaga's Ambition, Sengoku Basara, Shogun 2 : Total War et Civilization V, Oda Nobunaga est dépeint comme un héros. Dans le jeu Payday 2, le joueur fait partie d'une équipe de braqueurs et peut au cours d'une mission, voler l'armure de Nobunaga qui est entreposée dans un coffre de haute sécurité d'un entrepôt de Murkywater, une armée de sécurité privée. Dans le jeu mobile Fate/Grand Order, Oda Nobunaga est un servant de classe Archer pouvant être invoqué par le joueur, il s'y présente sous les traits d'une jeune femme et est très efficace avec les arquebuses ; par ailleurs, son noble fantasme fait référence à la formation d'artillerie que Nobunaga a mis en place durant la bataille de Nagashino.
Nobunaga est aussi un personnage central du roman historique de Yoshikawa Eiji Taiko ki, et apparaît à de nombreuses reprises dans le roman de James Clavell Shogun, sous le nom de « Goroda ». Nobunaga est aussi l'une des 20 figures historiques du jeu d'History Channel, Anachronism, où des gens de différents lieux et époques s'affrontent dans une arène. Nobunaga porte le yumi (ou arc du samouraï, le kyudo étant la voie de l'arc) et un yoroi (un équivalent japonais de l'armure de plates). Izanagi, le dieu de la vie dans la religion shinto, apparait également dans ce jeu.
Les light novels, mangas et anime retraçant la vie de Nobunaga et du clan Oda sont nombreux au Japon : Sengoku Otome, Oda Nobuna no Yabou, Nobunaga the Fool, Nobunagun Sort, Nobunaga Concerto, Sengoku Strays (en) ou encore Le Chef de Nobunaga.
Son ascension est relatée dans la série docufiction de Netflix le temps des samouraïs, les origines sanglantes du japon sortie en 2021 et dans le film de Keishi Ōtomo The Legend and Butterfly sorti en 2023.

## Le festival au Japon
Tous les ans, du 1er octobre au 30 novembre, se tient près d'Aichi le Kiyosu-jō Furusato matsuri (« Festival des traditions du château de Kiyosu »). Son attraction principale est le Jodai Gyōretsu : Oda Nobunaga Kō Ichidaiki (« Défilé historique du clan d'Oda Nobunaga »), où plus de 650 figurants défilent dans les rues du bourg de Kiyosu en costume d'époque, dont une armée de 170 samouraïs qui représentent les forces de Nobunaga.

## Littérature
- « Nuit au Honnō-ji », dans Par l'épée et le sabre, d'Armand Cabasson, aux Éditions Thierry Magnier (cette longue nouvelle est une reconstitution de la dernière nuit d'Oda Nobunaga, dans le Honnō-ji assailli par l'armée du général rebelle Akechi Mitsuhide).
- Oda Nobunaga apparaît aussi comme personnage secondaire mais néanmoins important dans le roman de Inoue Yasushi, Le Château de Yodo, qui suit la vie de Azai Tchatcha, fille de Asai Nagamasa et O-Ichi (elle-même sœur de Nobunaga). Ce roman montre un deuxième intérêt à la lecture puisqu'il couvre la fin de l'ère Sengoku (il se déroule sur une période allant de la chute du château de Kotani jusqu'au siège d'été du château d'Osaka).
- En décembre 2013 paraît un roman historique sur Oda Nobunaga (Gouverne tout ce qui est sous le ciel par l'épée !), écrit par Charles-Pierre Serain aux Éditions Centon.

## Jeux vidéo
- Oda Nobunaga est un antagoniste de la série Onimusha
- Oda Nobunaga est présent dans Total War: Shogun 2 en tant que chef de la faction Oda.
- Oda Nobunaga est le dirigeant du Japon dans le jeu vidéo Civilization V par Firaxis Games, sorti en 2010.
- Un scénario unique d'Age of Empires II nommé Kyoto met en scène Oda Nobunaga ; il démarre avec son suicide au château de Kyoto et permet au joueur de recréer l'incident du Honno-jî.
- Oda Nobunaga est aussi présent dans les jeux-vidéos Inazuma Eleven GO Chrono Stone. Il est le pouvoir n°1 de l'Equipe Ultime en tant que Miximax de Riccardo Di Rigo.
- Oda Nobunaga est le boss final de l'aventure principale du jeu Pokémon Conquest. Son royaume est Dragnor.
- Oda Nobunaga et son armés sont aussi présent dans le jeu Great Conqueror 2 : Shogun. Où vous suivez son histoire depuis son combat contre le clan Imagawa à l'incident du Honno-ji (Inspirer d'événements réellement arrivé)
- Oda Nobunaga sera présent dans le jeu Assassin's Creed Shadows. En plus de son rôle historique de Daimyo, il sera aussi le maître de l'un des deux protagonistes du jeu, Yasuke, lui aussi ayant réellement existé.